# Hierarquia exponencial
Em teoria da complexidade computacional, a hierarquia exponencial é a hierarquia da complexidade das classes, que pertencem à classe de tempo exponencial, análogo a hierarquia polinomial. Como em outros lugares da teoria da complexidade, "exponencial" é usado em dois contextos diferentes (limite exponencial linear {\displaystyle 2^{cn}} para uma constante c, e limite exponencial completo {\displaystyle 2^{n^{c}}}), levando a duas versões diferentes da hierarquia exponencial:
- EH é a união das classes {\displaystyle \Sigma _{k}^{E}} para todo k, onde {\displaystyle \Sigma _{k}^{E}=\mathrm {NE} ^{\Sigma _{k-1}^{P}}} (i.e, linguagens computáveis em tempo não determinístico {\displaystyle 2^{cn}} para alguma constante c com oráculo  {\displaystyle \Sigma _{k-1}^{P}}. Uma outra definição  {\displaystyle \Pi _{k}^{E}=\mathrm {coNE} ^{\Sigma _{k-1}^{P}}}, {\displaystyle \Delta _{k}^{E}=\mathrm {E} ^{\Sigma _{k-1}^{P}}}. Uma definição equivalente é que a linguagem L está em {\displaystyle \Sigma _{k}^{E}} se e somente se ela pode ser escrita na forma

{\displaystyle x\in L\iff \exists y_{1}\,\forall y_{2}\dots Qy_{k}\,R(x,y_{1},\dots ,y_{k}),}
onde {\displaystyle R(x,y_{1},\dots ,y_{n})} é um predicado computável em tempo {\displaystyle 2^{c|x|}} ( o que implicitamente limita o comprimento de yi). Também equivalente, EH é a classe de linguagens computáveis em uma máquina de turing alternativa em tempo {\displaystyle 2^{cn}} para algum c com constantes alterações.
- EXPH é a união das classes {\displaystyle \Sigma _{k}^{EXP}}, onde {\displaystyle \Sigma _{k}^{EXP}=\mathrm {NEXP} ^{\Sigma _{k-1}^{P}}} (linguagens computáveis em tempo não determinístico {\displaystyle 2^{n^{c}}} para alguma constante c com oráculo  {\displaystyle \Sigma _{k-1}^{P}}), e novamente {\displaystyle \Pi _{k}^{EXP}=\mathrm {coNEXP} ^{\Sigma _{k-1}^{P}}}, {\displaystyle \Delta _{k}^{EXP}=\mathrm {EXP} ^{\Sigma _{k-1}^{P}}}. A linguagem L está em {\displaystyle \Sigma _{k}^{EXP}} se e somente se puder ser escrita na forma:

{\displaystyle x\in L\iff \exists y_{1}\,\forall y_{2}\dots Qy_{k}\,R(x,y_{1},\dots ,y_{k}),}
onde {\displaystyle R(x,y_{1},\dots ,y_{k})} é computável em tempo {\displaystyle 2^{n^{c}}} para algum c, que novamente possui limites implícitos de comprimento yi.
Equivalentemente, EXPH é a classe de linguagens computáveis em tempo {\displaystyle 2^{n^{c}}} em uma máquina de turing alternante com constantes alternâncias.
Temos E ⊆ NE ⊆ EH ⊆ ESPACE, EXP ⊆ NEXP ⊆ EXPH ⊆ EXPSPACE, and EH ⊆ EXPH.